# Minhyuk
Ne doit pas être confondu avec Lee Minhyuk.
Dans ce nom coréen, le nom de famille, Lee, précède le nom personnel.
Minhyuk, de son vrai nom Lee Min-Hyuk (coréen: 민혁 / nom alternatif : Min Hyeok) né le 3 novembre 1993 à Uijeongbu, est un chanteur sud-coréen. Membre du boys band sud-coréen Monsta X, formé par le label Starship Entertainment, il y occupe la position de chanteur ainsi que de danseur secondaire.

## Biographie

### Carrière (depuis 2015)

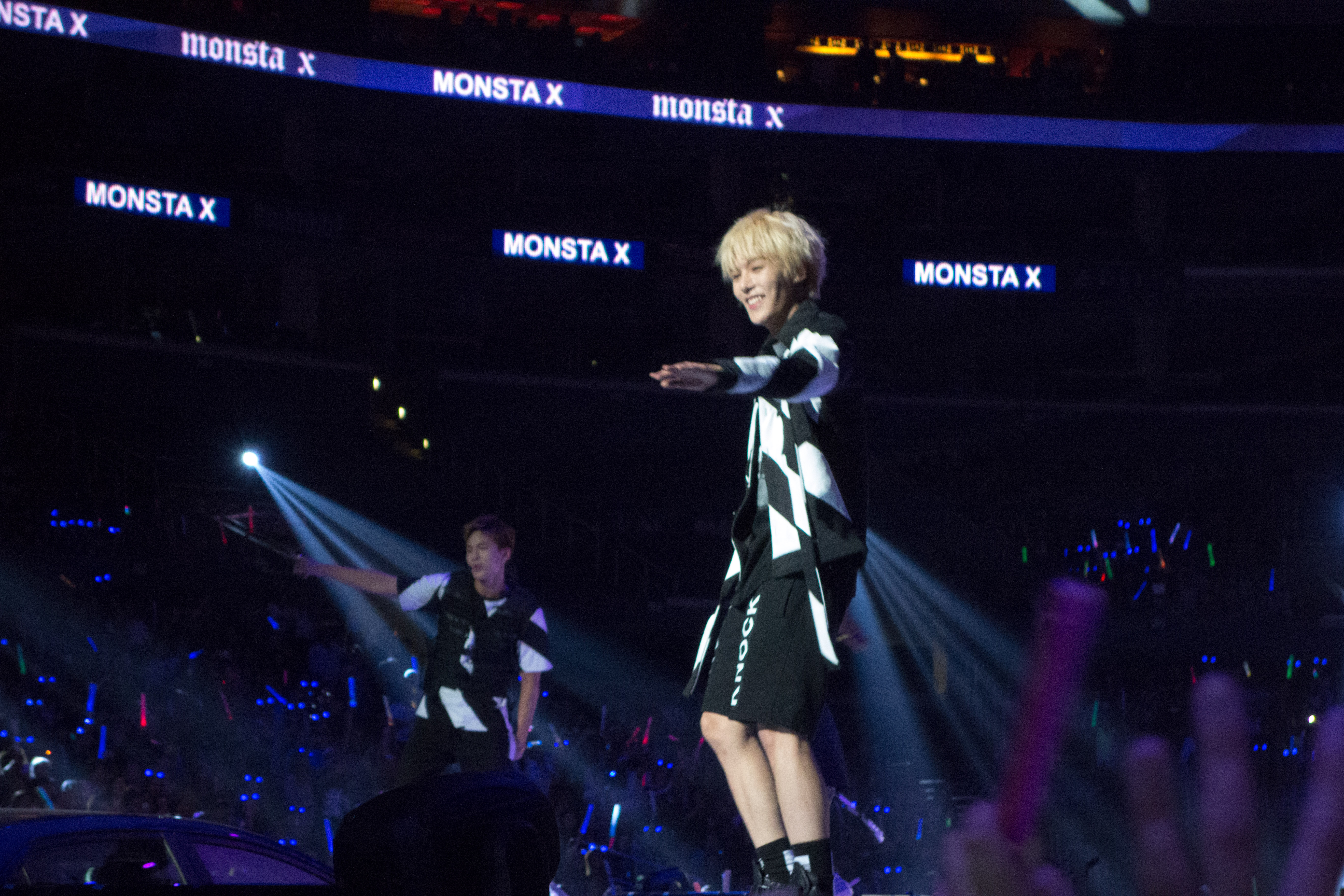
Minhyuk lors d'une performance des Monsta X à la KCON 2015 à Los Angeles.

La carrière musicale de Minhyuk débute dès 2015, après sa participation, en 2014, au programme télévisé NO.MERCY organisé par le label sud-coréen Starship Entertainment afin de trouver les membres de son nouveau boys band. Le programme, diffusé à partir de décembre 2014, est composé de 10 épisodes et dévoile 12 stagiaires de l'agence en compétition afin de devenir membre du futur boys band. Minhyuk est alors stagiaire et participant du programme télévisé. Après des semaines de compétition, le dernier épisode de NO.MERCY, diffusé le 11 février 2015, révèle tour à tour les stagiaires choisis pour intégrer le nouveau groupe. Minhyuk est alors le septième et dernier stagiaire sélectionné pour rejoindre et compléter le groupe. Depuis, il occupe la position de chanteur secondaire et danseur secondaire du boys band Monsta X.